# Sloboda, Lebedîn
Sloboda (în ucraineană Слобода) este un sat în comuna Pavlenkove din raionul Lebedîn, regiunea Sumî, Ucraina.

## Demografie
Componența lingvistică a localității Sloboda
     Ucraineană (96,97%)
     Rusă (3,03%)
Conform recensământului din 2001, majoritatea populației localității Sloboda era vorbitoare de ucraineană (96,97%), existând în minoritate și vorbitori de rusă (3,03%).